# Demon Days
Demon Days is het tweede studioalbum van Gorillaz. Het werd uitgebracht op 23 mei 2005 en werd meer dan zes miljoen keer verkocht. Van het album verschenen de singles "Feel Good Inc.", "Dare", "Dirty Harry" en "Kids with Guns"/"El Mañana".

## Opnamen
Damon Albarn begon met het werk aan een nieuw album in begin 2004. Ideeën voor het album ontstonden al een jaar eerder, toen Albarn nog op tournee was met Blur. In oktober 2003 verklaarde hij dat hij tijdens de toer in hotelkamers enkele demo's had opgenomen: "Deze set opnamen kunnen elke richting op gaan. Sommigen zijn geschreven met Gorillaz in mijn achterhoofd. Het zijn simpelweg een paar nummers en een paar ideeën." Hoewel hij in 2003 eerder verschillende andere projecten had, kon Albarn zich het daaropvolgende jaar bijna volledig op Gorillaz richten. De plannen voor het album kwamen tegelijk met het idee om een wereldwijde geanimeerde toer te organiseren, om Gorillaz dichter bij het publiek te krijgen. Als producer werd Danger Mouse gevraagd. Ook werden er gastoptredens verzorgd door onder andere The Bees, De La Soul, Shaun Ryder en Roots Manuva.
In februari 2005 werden de titel van het album Demon Days en de eerste single "Feel Good Inc." door de virtuele bandleden bekendgemaakt. Drummer Russell Hobbs en gitarist Noodle gaven 'commentaar'. Hobbs: "We merkten dat sommige mensen Reject False Icons als de nieuwe titel beschouwden. Dat was eigenlijk meer ons motto tijdens de opnamen om de nummers fris te houden." Volgens Noodle heeft Demon Days meerdere betekenissen: "De interpretatie is afhankelijk van het instinct van de luisteraar. Aan de ene kant is de 'demon' een ziekte en die ziekte is een afwezigheid van een gedachte, een staat waarin mensen dingen doen zonder na te denken. Een onzichtbaar kwaad, met een miljoen ogen. Het is de terugkeer van de oger, de opkomst van de beats. Het is tijd." Het album werd door 2D omschreven "alsof iemand het eerste album gebruikt heeft en het ingekleurd heeft".

## Uitgave

### Recensies
Demon Days werd goed ontvangen door de critici, met een gemiddelde van 82 uit 100 op Metacritic. Allmusic noemt het album "niet alleen even goed als zijn voorganger, wat op zichzelf een geweldig album was, maar het mag zich ook meten met de beste Blur-albums. Het is een graadmeter voor albums van dit decennium zoals Parklife dat was voor de jaren 90." Uncut roemde de "geweldige beats, briljante productie, goede nummers en sommige van Albarns beste zang tot nu toe." Rolling Stone was echter niet onder de indruk van Albarns zang: "Verrassend genoeg brengt Albarns platte zang het niveau van het album omlaag."

## Nummers
1. "Intro" – 1:03
2. "Last Living Souls" – 3:10
3. "Kids with Guns" – 3:47
4. "O Green World" – 4:32
5. "Dirty Harry" – 3:43
6. "Feel Good Inc." – 3:41
7. "El Mañana" – 3:50
8. "Every Planet We Reach Is Dead" – 4:53
9. "November Has Come" – 2:41
10. "All Alone" – 3:30
11. "White Light" – 2:08
12. "Dare" – 4:04
13. "Fire Coming Out of the Monkey's Head" – 3:16
14. "Don't Get Lost in Heaven" – 2:00
15. "Demon Days" – 4:28

### Bonusnummers
- "68 State" (Japanse editie) – 4:44
- "People" (Tweede Japanse editie) – 3:26
- "Hong Kong" (live in het Manchester Opera House) (Japanse 'premium]-editie)

## Medewerkers
| - Damon Albarn - zang, gitaar, keyboard, teksten - Danger Mouse - producer - Jamie Hewlett - visuele elementen - Neneh Cherry - zang op "Kids with Guns" - Roots Manuva - rap op "All Alone" - Ike Turner - piano op "Every Planet We Reach Is Dead" - San Fernandez Youth Chorus - zang op "Dirty Harry" - Simon Tong - gitaar - De La Soul - rap op "Feel Good Inc." | - The Bees - verschillende instrumenten - Shaun Ryder - zang op "Dare" - Booty Brown - zang op "Dirty Harry" - MF Doom - rap op "November Has Come" - Rosie Wilson - zang op "Dare" - Martina Topley-Bird - zang op "All Alone" - London Community Gospel Choir - vocalen - Dennis Hopper - vocalen op "Fire Coming Out of the Monkey's Head" |

Damon Albarn · Jamie Hewlett